# آرتیکل ۱۹
آرتیکل ۱۹ (ماده ۱۹) یک سازمان بین‌المللی حقوق بشر بریتانیایی است که در سال ۱۹۸۷ برای دفاع و ترویج آزادی بیان و آزادی اطلاعات در سرتاسر جهان فعالیت می‌کند. این سازمان نام خود را از ماده ۱۹ اعلامیه جهانی حقوق بشر گرفته است که می گوید:
 هر کس حق آزادی عقیده و بیان دارد.  این حق شامل آزادی داشتن عقاید بدون مداخله و جستجو، دریافت و انتشار اطلاعات و عقاید از طریق هر رسانه ای بدون توجه به مرزها می باشد.